# 機場消防車

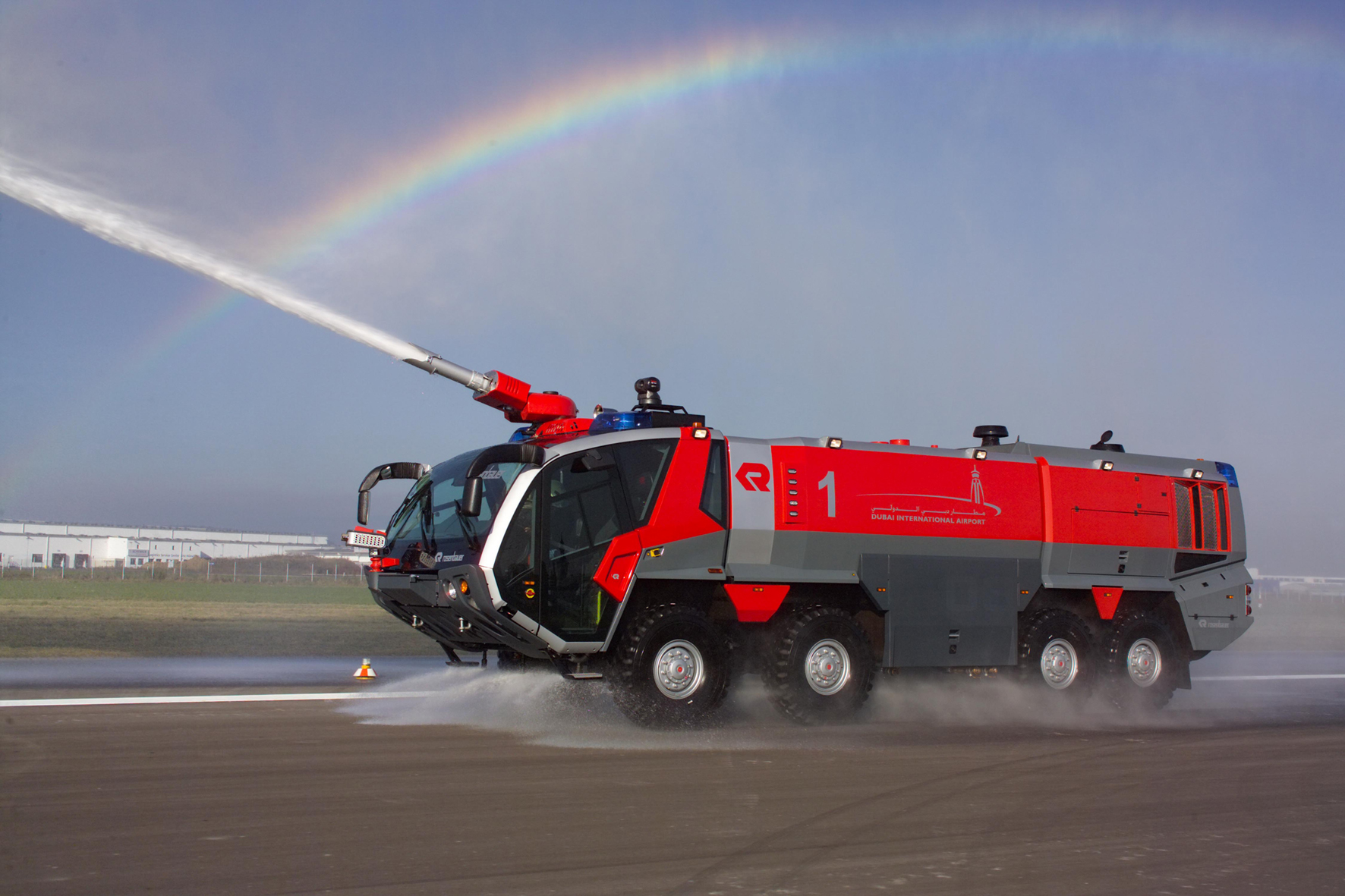
杜拜國際機場的機場消防車

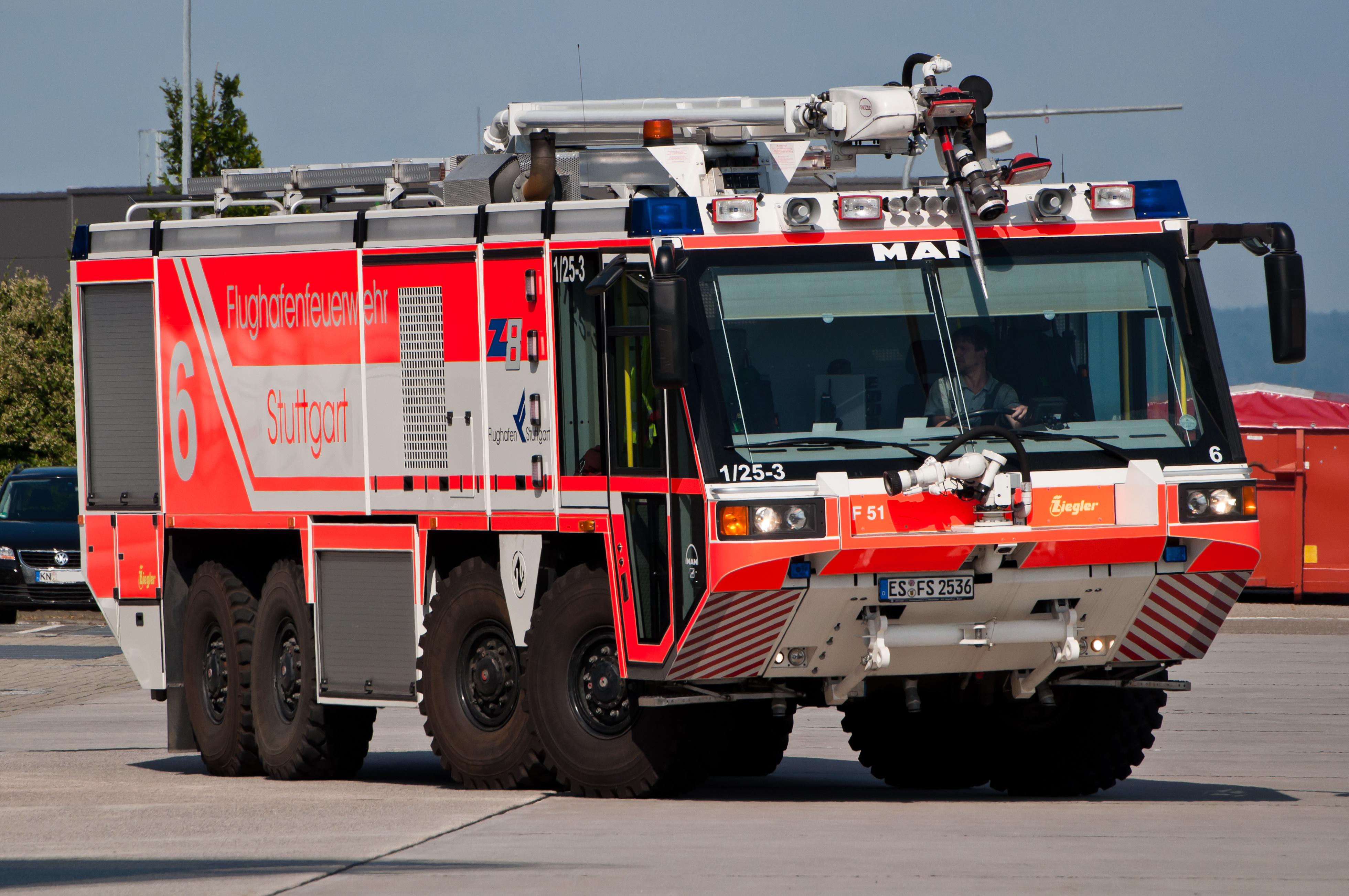
德國斯圖加特機場的一輛消防車

機場消防車是一種專門用於機場及空軍基地的消防車，以備機場發生航空事故時，能夠針對機場救災的特性執行緊急滅火及救援的任務。

## 特性

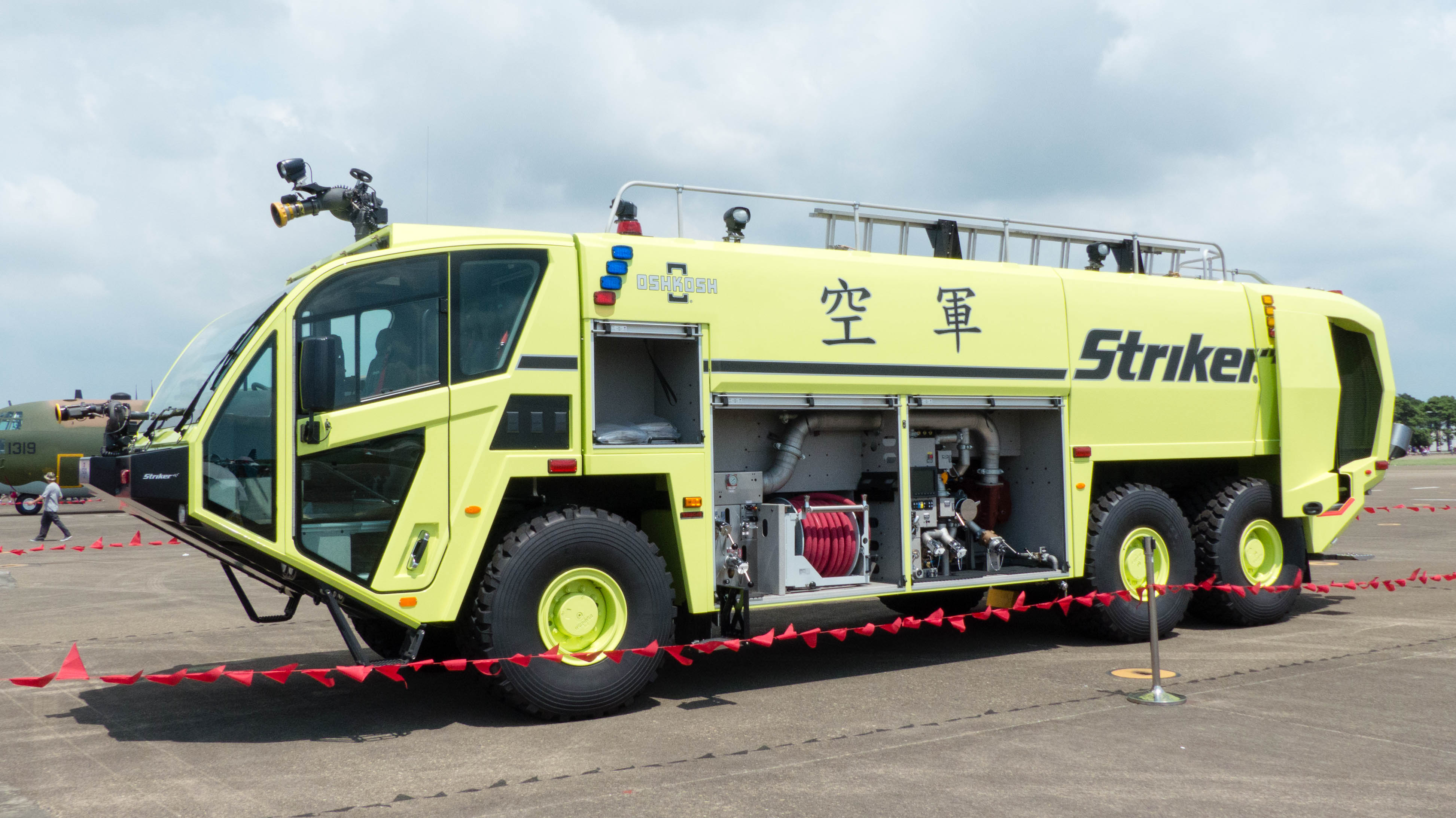
清泉崗機場的Striker 3000消防車

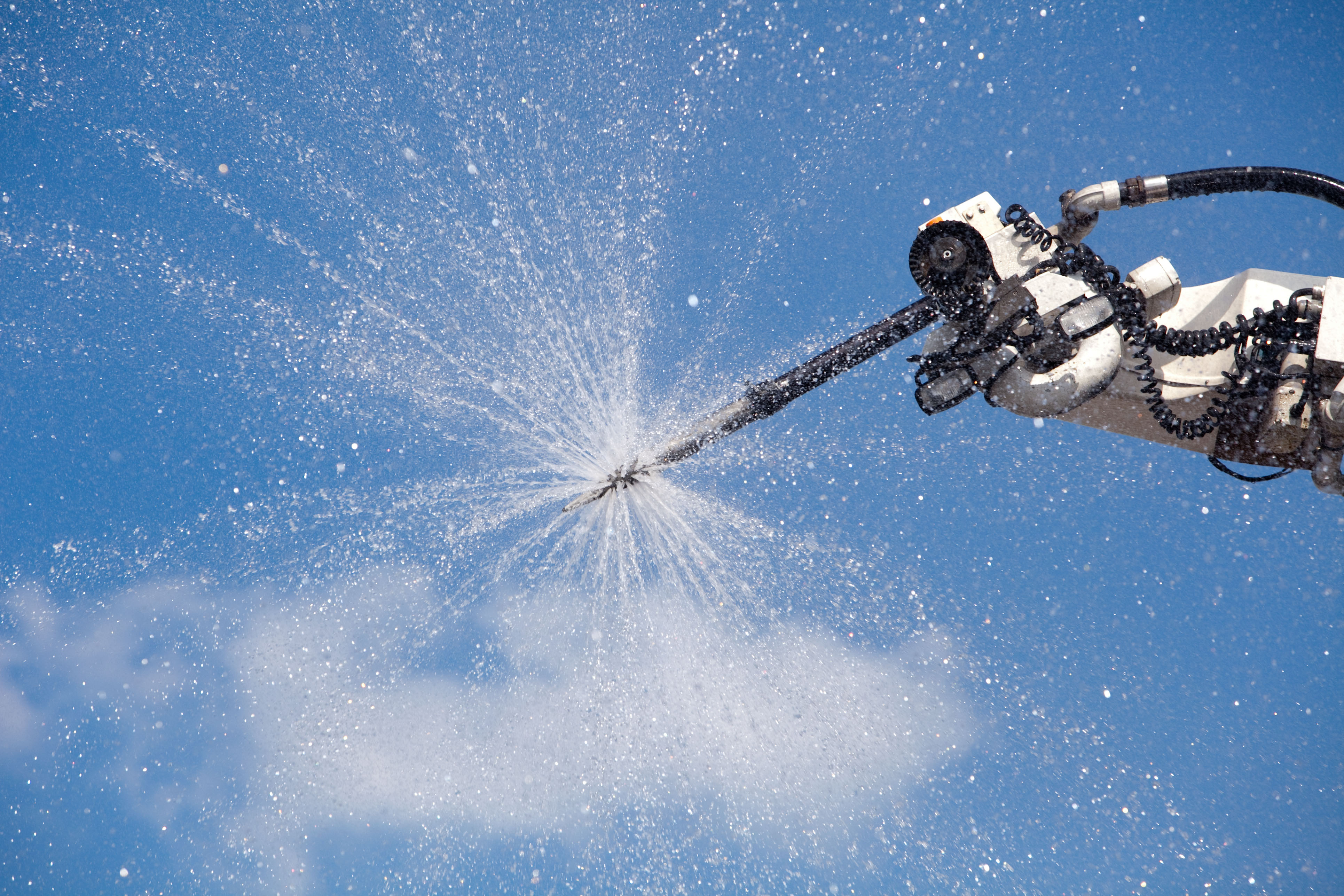
機場消防車的刺針式噴嘴

由於飛機的內部有大量燃油，即將或剛起飛的飛機更是滿載燃油，大量油料燃燒的火災與一般火災不同，油性燃料的火災不能直接灑水滅火，否則會導致火勢蔓延，必須使用化學泡沫，使燃油與空氣隔絕，故此機場消防車與一般消防車不同，機場消防車需要攜帶大量滅火泡沫，並且因為燃燒中的飛機可能會發生爆炸，所以機場消防車需要配備強大的泡沫泵及泡沫砲，能夠在遠距離向燃燒中的飛機噴射滅火泡沫。而且機場面積大，機場消防車需要具備足夠的機動性，通常比一般消防車配備更強馬力的引擎，提高加速性，當發生航空事故時可以盡快趕到事發地點，儘早噴射滅火泡沫控制火勢，又因發生空難的地點可能地面已經受損，因此專門為機場救災而設計的消防車會特別增強越野性能，如採用4x4、6x6或8x8的全輪驅動底盤，而多支車軸可轉向的底盤設計，則有助減少轉彎所需的空間以提高行駛的靈活性，更容易在空難現場部署。
為應對機翼油箱及機體內部的火災，有部分機場消防車配備有刺針式噴嘴，噴嘴的前端設有堅硬的刺針，可先刺穿機體外殼，再於機體內噴灑水或滅火泡沫。

## 外部鏈接
维基共享资源上的相關多媒體資源：機場消防車